# Can't Tell Me Nothing
Can't Tell Me Nothing es una canción del rapero estadounidense Kanye West, incluida en su tercer álbum de estudio Graduation (2007). La canción tiene voces adicionales de Young Jeezy y  Connie Mitchell. La produjo West y DJ Toomp, con West siendo responsable del 60% de esta. La canción tiene su origen en «I Got Money» de Young Jeezy, luego de que West realizara cambios en la pista. La canción se estrenó el 15 de mayo de 2007 en la emisora de radio Hot 97; Roc-A-Fella y Def Jam la publicaron ese mismo día como primer sencillo de Graduation. La pista fue descrita por West como una «canción para la gente». La letra muestra a West reflexionando sobre su fama mientras expresa diferentes tipos de sentimientos.
«Can't Tell Me Nothing» recibió aclamación por parte de los críticos musicales, quienes en su mayoría apreciaron su contenido lírico. Otros alabaron la producción, y otros la nombraron como un tema destacado en el disco. Fue listada entre las mejores canciones de 2007 por diversos medios, incluyendo Consequence of Sound y Pitchfork. La canción recibió la nominación a mejor canción de rap en la 50.ª edición de los Premios Grammy, pero perdió contra «Good Life», también de West. El sencillo alcanzó la posición 44 en Estados Unidos. La Recording Industry Association of America (RIAA) certificó a la canción con tres discos de platino tras vender tres millones de copias en territorio americano. También recibió la certificación de oro en Australia y Reino Unido por la Australian Recording Industry Association (ARIA) y Industria Fonográfica Británica, respectivamente.
Su videoclip se publicó el 25 de mayo de 2007. Este muestra a West caminando en el lago El Mirage, mientras lo sigue su silueta. El video recibió críticas positivas de los críticos, quienes a menudo felicitaron su trabajo de cámara. Un video musical alternativo fue lanzado el 25 de julio de 2007 y muestra a Zach Galifianakis y Will Oldham cantando «Can't Tell Me Nothing» en la granja de Galifianakis. West interpretó la canción en vivo durante 2007 y 2008, incluida una presentación en el Live Earth de 2007. Más tarde lo interpretó en el Festival de Música y Artes de Coachella Valley y en el Festival de Glastonbury en 2011 y 2015, respectivamente.

## Antecedentes

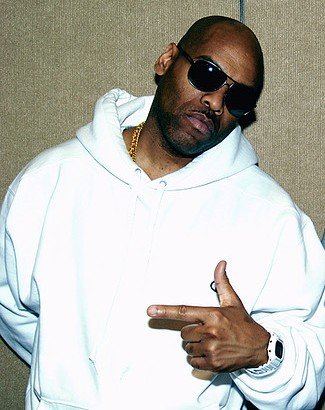
DJ Toomp produjo la canción junto a West.

Después de conocer a West cuando trabajaba en el segundo álbum de estudio del rapero TI, Trap Muzik (2003), el productor discográfico DJ Toomp fue a Nueva York y se unió a West en el estudio para crear Graduation. Cuando el productor llegó al estudio, West estaba usando un teclado Ensoniq ASR-10, que es el mismo teclado que había estado usando DJ Toomp desde sus inicios. Hablando de la colaboración de los dos para el álbum, Toomp dijo que "se sintió como un ambiente de equipo". DJ Toomp admitió: «diría que el sesenta por ciento de "Can't Tell Me Nothing" era Ye, y el cuarenta yo», mientras que llamó a West «una mente maestra». En una entrevista con Revolt, DJ Toomp explicó que su 40 por ciento de la producción de la canción fue el ritmo y la línea de bajo, mientras que el 60 por ciento aportado por West consistió en las cuerdas, los sintetizadores y el «oh-oh-ah-oh-ah-oh» coros. Reveló que originalmente se suponía que la canción iba a ser un remix de la canción «I Got Money» del compañero de agencia de Def Jam de West, Young Jeezy, ya que a West le encantaba «toda la cadencia de cómo fluía ese ritmo» y «quería que la canción fuera un remix con él». Sin embargo, Young Jeezy finalmente «no lo sentía realmente», según DJ Toomp, lo que llevó a que la canción pasara a West.
Young Jeezy también ofreció una explicación de cómo «Can't Tell Me Nothing» surgió de «I Got Money» durante una entrevista con HipHopDX, diciendo que se suponía que era una colaboración entre él y TI para su tercer álbum de estudio, The Recession (2008). La canción fue enviada a West por Young Jeezy y posteriormente grabó un verso, antes de ponerse en contacto con DJ Toomp después de descubrir que él era el productor y West alteró fuertemente la dirección sonora de «I Got Money». Debido a los cambios realizados por West, Young Jeezy explicó que decidió no lanzar la canción en el álbum. En 2007, seis meses después, la canción no se usó hasta que West tocó «Can't Tell Me Nothing» para Young Jeezy en una sesión de estudio en Los Ángeles, que es una versión reelaborada de «I Got Money», aunque reveló que West le pidió permiso para usar sus improvisaciones y se lo concedió. La pista marcó la primera colaboración de los dos, aunque Young Jeezy admitió después de contribuir «estaba como, "Oye, [West] me debe una"». Por retribuirle, West apareció en un verso en el sencillo «Put On» de Young Jeezy (2008).

## Posicionamiento en listas
| País           | Lista                 | Mejor posición |
| 2007           | 2007                  | 2007           |
| -------------- | --------------------- | -------------- |
| Estados Unidos | Billboard Hot 100     | 41             |
| Estados Unidos | Hot R&B/Hip-Hop Songs | 20             |
| Estados Unidos | Hot Rap Songs         | 8              |
| Estados Unidos | Rhythmic              | 36             |
| Reino Unido    | UK Singles Chart      | 107            |

| País    | Lista | Mejor posición |
| 2012    | 2012  | 2012           |
| ------- | ----- | -------------- |
| Francia | SNEP  | 145            |

| País           | Lista                 | Posición |
| 2007           | 2007                  | 2007     |
| -------------- | --------------------- | -------- |
| Estados Unidos | Hot R&B/Hip-Hop Songs | 77       |

### Certificaciones
| País           | Organismo certificador | Certificación | Ventas certificadas | Ref. |
| -------------- | ---------------------- | ------------- | ------------------- | ---- |
| Australia      | ARIA                   | Oro           | 35 000              |      |
| Dinamarca      | IFPI — Dinamarca       | Oro           | 45 000              |      |
| Estados Unidos | RIAA                   | 4× Platino    | 4 000 000           |      |
| Reino Unido    | BPI                    | Oro           | 400 000             |      |